# Ruairi McConville
Ruairi McConville (Belfast, 1 de mayo de 2005) es un futbolista británico que juega en la demarcación de defensa para el Norwich City F. C. de la EFL Championship.

## Selección nacional
Tras jugar en las categorías inferiores de la selección, finalmente hizo su debut con la selección de fútbol de Irlanda del Norte en un partido de la Liga de Naciones de la UEFA 2024-25 contra Bielorrusia que finalizó con un resultado de 2-0 para el combinado norirlandés tras los goles de Daniel Ballard y Dion Charles.

## Clubes
| Club                         | País       | Año       | Partidos | Goles |
| ---------------------------- | ---------- | --------- | -------- | ----- |
| Brighton & Hove Albion F. C. | Inglaterra | 2024-2025 | 1        | 0     |
| Norwich City F. C.           | Inglaterra | 2025-     | 8        | 0     |